# 帕塔马代
帕塔马代（Pathamadai），是印度泰米尔纳德邦Tirunelveli县的一个城镇。总人口14965（2001年）。

## 人口
该地2001年总人口14965人，其中男性7314人，女性7651人；0—6岁人口1618人，其中男848人，女770人；识字率72.37%，其中男性为79.51%，女性为65.55%。